# Adoretus lutosipennis
Adoretus lutosipennis är en skalbaggsart som beskrevs av Leon Fairmaire 1905. Adoretus lutosipennis ingår i släktet Adoretus och familjen Rutelidae. Inga underarter finns listade i Catalogue of Life.